# Campeonato Mundial de Natación en Aguas Abiertas de 2010
El XIV Campeonato Mundial de Natación en Aguas Abiertas se celebró en la localidad de Roberval (Canadá) entre el 15 y el 23 de julio de 2010 bajo la organización de la Federación Internacional de Natación (FINA) y la Federación Canadiense de Natación. Las competiciones se realizaron en las aguas del lago Saint-Jean.

## Resultados

### Masculino
| Evento        | Oro                                      | Plata                               | Bronce                                 |
| ------------- | ---------------------------------------- | ----------------------------------- | -------------------------------------- |
| 5 km (20.07)  | Thomas Lurz · Alemania · 57:42,6         | Evgeni Drattsev · Rusia · 57:44,1   | Francis Crippen Estados Unidos 57:46,5 |
| 10 km (18.07) | Valerio Cleri · Italia · 2:00:59,3       | Evgeni Drattsev · Rusia · 2:01:00,6 | Vladimir Diatchin · Rusia · 2:01:03,0  |
| 25 km (22.07) | Alexander Meyer Estados Unidos 5:32:39,4 | Valerio Cleri · Italia · 5:32:40,4  | Petar Stoichev Bulgaria 5:33:50,3      |

### Femenino
| Evento        | Oro                                      | Plata                                            | Bronce                                 |
| ------------- | ---------------------------------------- | ------------------------------------------------ | -------------------------------------- |
| 5 km (20.07)  | Eva Fabian Estados Unidos 1:02:01,0      | Giorgia Consiglio · Italia · 1:02:01,1           | Ana Marcela Cunha · Brasil · 1:02:02,7 |
| 10 km (17.07) | Martina Grimaldi · Italia · 2:05:45,2    | Giorgia Consiglio · Italia · 2:05:57,4           | Melissa Gorman Australia 2:05:57,9     |
| 25 km (22.07) | Linsy Heister · Países Bajos · 5:52:13,1 | Margarita Domínguez Cabezas · España · 5:55:29,3 | Célia Barrot Francia 5:57:02,9         |

## Medallero
| Núm. | País           | Oro | Plata | Bronce | Total |
| ---- | -------------- | --- | ----- | ------ | ----- |
| 1    | Italia         | 2   | 3     | 0      | 5     |
| 2    | Estados Unidos | 2   | 0     | 1      | 3     |
| 3    | Alemania       | 1   | 0     | 0      | 1     |
| 3    | Países Bajos   | 1   | 0     | 0      | 1     |
| 5    | Rusia          | 0   | 2     | 1      | 3     |
| 6    | España         | 0   | 1     | 0      | 1     |
| 7    | Australia      | 0   | 0     | 1      | 1     |
| 7    | Brasil         | 0   | 0     | 1      | 1     |
| 7    | Bulgaria       | 0   | 0     | 1      | 1     |
| 7    | Francia        | 0   | 0     | 1      | 1     |
|      | TOTAL          | 6   | 6     | 6      | 18    |

- Datos: Q1454872